# 圖運算
在圖論中，可以藉由圖運算產生一些新的圖。

## 一元運算

### 基礎運算
圖的基礎運算，就是藉由從原先的圖上，經由簡單局部的更動，所產生的新的圖形，例如對頂點或是邊進行增加或是刪減，或是將頂點合併或是分開。

### 進階運算
圖的進階運算，就是藉由從原先的圖上，經由複雜的更動，所產生的新的圖形，例如:
- 轉置圖（transpose graph）
- 補圖
- 線圖
- 圖子式
- 商圖
- 對偶圖

## 二元運算
二元運算相似於一元運算，也是藉由原先的圖經由運算產生新的。 G1 = (V1, E1)以及G2 = (V2, E2), 例如:
- 圖聯集：G1 ∪ G2=(V1 ∪ V2, E1 ∪ E2)
- 圖交集：G1 ∩ G2= (V1 ∩ V2, E1 ∩ E2) [1]
- 圖聯接
- 圖乘積